# SF少年文庫
『SF少年文庫』（SFしょうねんぶんこ）は、岩崎書店より1970年から1973年にかけて刊行されたSF小説の叢書。
初版は箱入りハードカバー・帯付。後に箱なしカバー付きに変更。B6版。1986年に「SFロマン文庫」として再刊。

## 一覧
- 1) 第四惑星の反乱（Revolt on Alpha C、R・シルヴァーバーグ）中尾明訳
- 2) 太陽系の侵入者（Lucky Starr and the Rings of Saturn、ポール・フレンチ）塩谷太郎訳
- 3) わすれられた惑星（The Forgotten Planet、マレイ・ラインスター）矢野徹訳
- 4) 宇宙人アダム・トロイ（Adam Troy、M・パチェット）白木茂訳
- 5) うしなわれた世界（The Lost World、コナン・ドイル）土居耕訳
- 6) まぼろしのペンフレンド（眉村卓）
- 7) アーサー王とあった男（A Connecticut Yankee in King Arthur's Court、マーク・トウェーン）亀山龍樹訳
- 8) 迷宮世界（福島正実）
- 9) 生きている首（Голова профессора Доуэля、A・ベリャーエフ）飯田規和訳
- 10) 作戦NACL（光瀬龍）
- 11) 宇宙怪獣ラモックス（The Star Beast、R・ハインライン）福島正実訳
- 12) 大氷河の生存者（Time of the Great Freeze、R・シルヴァーバーグ）長谷川甲ニ訳
- 13) 宇宙の勝利者（Space Winners、G・ディクスン）中上守訳
- 14) 時間と空間の冒険（世界のSF短編集）	福島正実編、中山正美／金森達訳
「人工宇宙の恐怖」（Fessenden's World、エドモンド・ハミルトン）
「AL76号の発明」（Robot AL-76 Goes Astray）、アイザック・アシモフ）
「宇宙少女アン」（Bettyann、クリス・ネビル）
「大英博物館の盗賊」（All the Time in the World、アーサー・C・クラーク）
「武器なき世界」（The Report on the Barnhouse Effect、カート・ヴォネガット・ジュニア）
「次元旅行」（Elsewhen、ロバート・A・ハインライン
「この宇宙のどこかで」（Transfusion、チャド・オリバー）
「未来からきた男」（Of Time and the Third Avenue、アルフレッド・ベスター）
「ロボット植民地」（Exploration Team from Colonial Survey、マレイ・ラインスター）
- 15) 宇宙紀元ゼロ年（33 марта. 2005 год 、ビタリ・メレンチェフ）北野純訳
- 16) タイムカプセルの秘密（Vault of the Ages、ポール・アンダースン）内田庶訳
- 17) 超世界への旅（日本のSF短編集）福島正実編
遠くはるかに（福島正実）
少女（眉村卓）
あばよ!明日の由紀（光瀬龍）
無抵抗人間（石原藤夫）
色をなくした町（中尾明）
わたしたちの愛する星の未来は（北川幸比古）
サイボーグ（矢野徹）
白いラプソディー（福島正実）
ぼくたちは見た!（眉村卓）
悪魔の国から来た少女（福島正実）
- 18) なぞの第九惑星（The Secret of the Ninth Planet、ドナルド・ウォルハイム）白木茂訳
- 19) 宇宙大オリンピック（Studium Beyond the Stars、ミルトン・レッサー）矢野徹訳
- 20) フェニックス作戦発令（福島正実）
- 21) タイムマシン（The Time Machine、H・G・ウェルズ）塩谷太郎訳
- 22) 宇宙人ビッグスの冒険（Lancelot Biggs: Spaceman、ネルソン・ボンド）亀山龍樹訳
- 23) 宇宙の漂流者（The Surviors、トム・ゴドウィン）中上守訳
- 24) 消えた土星探検隊（Missing Men of Saturn、フィリップ・レーサム）塩谷太郎訳
- 25) 百万の太陽（福島正実）
- 26) 宇宙の密航少年（The Stowaways、R・M・イーラム）白木茂訳
- 27) 凍った宇宙（The Frozen Planet、パトリック・ムーア）福島正実訳
- 28) 木星のラッキー・スター（Lucky Starr and Moons of Jupiter、ポール・フレンチ）土居耕訳
- 29) まぼろしの支配者（草川隆）
- 30) 夢みる宇宙人（Planet of the Dreamers、ジョン・D・マクドナルド）常盤新平訳